# ألبرتو جوري
ألبرتو جوري (بالإيطالية: Alberto Jori)‏ هو فيلسوف ومؤرخ إيطالي، ولد في 1965 في مانتوفا في إيطاليا.